# Scambus monticola
Scambus monticola är en stekelart som beskrevs av Per Abraham Roman 1938. Scambus monticola ingår i släktet Scambus och familjen brokparasitsteklar. Inga underarter finns listade i Catalogue of Life.